# Ludwik Węgrzyn
Ludwik Kajetan Węgrzyn (ur. 6 sierpnia 1953 w Nowym Żmigrodzie, zm. 4 października 2022) – polski samorządowiec, prawnik i urzędnik. W latach 1999–2006 i 2014–2018 starosta bocheński, były naczelnik i wójt Kamienia Pomorskiego i gminy Bochnia, były prezes zarządu Związku Powiatów Polskich.

## Życiorys
Z wykształcenia prawnik, absolwent Wydziału Prawa i Administracji Uniwersytetu Jagiellońskiego. Odbył studia podyplomowe z zakresu organizacji i zarządzania na Politechnice Szczecińskiej oraz gospodarki przestrzennej na Uniwersytecie Ekonomicznym we Wrocławiu, zdał egzamin dla członków rad nadzorczych spółek Skarbu Państwa. Zaangażował się w działalność polityczną w ramach Polskiego Stronnictwa Ludowego. Zajmował stanowisko naczelnika Kamienia Pomorskiego, a następnie naczelnika i wójta gminy Bochnia. Od 1994 do 1999 pozostawał prezesem Regionalnej Izby Obrachunkowej w Krakowie. Pełnił funkcję starosty powiatu bocheńskiego I, II i V kadencji (1999–2006, 2014–2018; w dwu pierwszych kadencjach z ramienia lokalnego komitetu). W 2002 po raz pierwszy wybrany do rady powiatu, uzyskiwał reelekcję w 2006, 2010, 2014 i 2018. W latach 2003–2007 i 2015–2019 pełnił funkcję prezesa Związku Powiatów Polskich, zasiadał także w komisji rewizyjnej organizacji. Został członkiem Rady Działalności Pożytku Publicznego, Rady Zamówień Publicznych oraz Komitetu Regionów, a także ekspertem Komisji Wspólnej Rządu i Samorządu Terytorialnego. Realizował kilkadziesiąt programów ze środków publicznych. W wyborach w 2011 ubiegał się o mandat senatora w okręgu nr 34, zajmując 3. miejsce wśród 5 kandydatów. Kandydował także m.in. do Sejmu w 2001, 2005 i 2015.
Zmarł po długiej chorobie. 11 października 2022 został pochowany w Bochni.

## Odznaczenia i wyróżnienia
Odznaczony m.in. Krzyżem Kawalerskim Orderu Odrodzenia Polski (2017), Złotym (2002) i Brązowym Krzyżem Zasługi, Srebrnym Medalem za Zasługi dla Policji, Brązowym Medalem „Za zasługi dla obronności kraju” oraz Srebrnym Medalem Honorowym za Zasługi dla Województwa Małopolskiego. Otrzymał także liczne wyróżnienia, m.in. Nagrodę im. Grzegorza Palki za działalność samorządową oraz tytuły „Bene Meritus Powiatom” i „Bene Meritus dla Powiatu Bocheńskiego”.